# 道嶋大盾
道嶋 大盾（みちしま の おおたて・おおだて、生年不詳 - 宝亀11年3月22日（780年5月1日））は、奈良時代の官人。名は大楯とも記される。近衛中将・道嶋嶋足の一族とみられる。官職は陸奥国牡鹿郡大領。
伊治呰麻呂を卑しい夷俘の出と侮っており、恨みを持った呰麻呂により、宝亀11年（780年）に殺害された。また、直後には紀広純も殺されている（宝亀の乱）。